# 한국산악회
한국산악회(COREAN ALPINE CLUB, 약칭 CAC)는 1945년에 설립된 대한민국의 사회단체이다. 설립 당시 명칭은 ‘조선산악회’였고, 1948년 대한민국 정부수립과 함께 한국산악회로 이름을 바꿨다. 본회는 서울특별시 강북구 우이동 1번지에 있다.

## 개관
1930년대부터 산악 활동을 하던 조선인 단체인 ‘백령회’ 회원과 진단학회 학자들을 중심으로 해방 직후인 1945년 9월 15일 조선산악회가 설립됐다. 조선산악회는 광복과 더불어 진단학회에 이어 두 번째로 설립된 사회단체였다. 초대 회장은 송석하 선생으로, 1945년 11월 북한산 비봉에서 해방기념등산회를 시작으로 본격적인 한국산악회 활동이 시작되었다.

## 역대 회장
| 대              |  | 이름   | 재임연도  |
| --------------- |  | ------ | --------- |
| 제1대           |  | 송석하 | 1945~1948 |
| 제2대           |  | 현동완 | 1949~1954 |
| 제3대           |  | 홍종인 | 1954~1966 |
| 제4대           |  | 이은상 | 1967~1970 |
| 제5대           |  | 홍종인 | 1970~1971 |
| 제6대           |  | 이민재 | 1971~1973 |
| 제7~11대        |  | 이은상 | 1973~1982 |
| 제12~13대       |  | 구자경 | 1982~1984 |
| 제14~16대       |  | 이숭녕 | 1984~1990 |
| 제17~18대       |  | 정명식 | 1991~1996 |
| 제19~21대       |  | 문희성 | 1996~2002 |
| 제22~23대       |  | 남정현 | 2002~2006 |
| 제24~25대       |  | 최홍건 | 2006~2010 |
| 제26대          |  | 전병구 | 2010~2014 |
| 제28대          |  | 장승필 | 2014~2016 |
| 제29~30대       |  | 정기범 | 2016~2020 |
| 제31~32대(현재) |  | 변기태 | 2020~현재 |